# عباس الزين
عباس الزين (بالإنجليزية: Abbas El-Zein) (مواليد 1963) هو كاتب أسترالي لبناني. وهو مؤلف اثنين من الأعمال الروائيه المشهوده، أخبر المياه الجارية ومجموعة من القصص القصيرة، الصانع السري للعالم - فضلا عن مذكراته الحائزه على جائزة، ترك للبقاء، عن النشأة في الحرب الاهليه اللبنانيه والهجرة إلى أوروبا وأستراليا. وقد نشر مقالات عن الحرب والتشريد والانحراف البيئي. وقد ظهر عمله في صحيفة نيويورك تايمز صحيفة الجارديان ذا إيدج وسيدني مورنينج هيرالد، فضلا عن المجلات الأدبية مينجين، هيت أند أوفرلاند. عمله هو مظهر من مظاهر العدد المتزايد من الكتاب الأنجلو-عرب والفرنك-العرب، الذين نشأوا في العقد الأول من القرن العشرين، وخاصة المؤلفين من خلفية لبنانية يكتبون باللغة الإنجليزية أو الفرنسية، بعد الحرب الأهلية اللبنانية، مثل ربيع علم الدين، ندى عور جرار، وجدي معوض، وراوي هيج، اللذين يتسمون بمواضيع عن العنف والخسارة والذاكرة والهوية. وقد جعل العديد من ظهور وسائل الإعلام. وبصفته باحثا، قام بتأليف عدد من الأوراق العلمية المتعلقة بالاستدامة البيئية وتغير المناخ والتنمية والفقر وشارك في تأليفها. وقد ركز عمله الأحدث على التكاليف البيئية والاقتصادية والبشرية لارتفاع مستويات العسكرة في العالم العربي. وقد حاضر في الجامعة الأميركية في بيروت وجامعة نيو ساوث ويلز. وهو أستاذ الهندسة البيئية في جامعة سيدني.

## خلفيه
ولد عباس الزين ونشأ في بيروت. كان عمره اثني عشر عاما عندما اندلعت الحرب الأهلية اللبنانية في عام 1975. وتلقى تعليمه في المدرسة الفرنسية الفرنسية ثنائية اللغة، بعثة لايك فرانكيس. بعد تخرجه بدرجة البكالوريوس في الهندسة المدنية من الجامعة الأميركية في بيروت عام 1986، غادر إلى المملكة المتحدة حيث حصل على درجة الماجستير والدكتوراه في الميكانيكا الحسابية والنمذجة الرياضية من جامعة ساوثهامبتون، وبعد ذلك حصل على درجة الماجستير في البحث العلمي والعلوم البيئية من المدرسة الوطنية بونتس إت تشوسيس في باريس. عاش وعمل في المملكة المتحدة وفرنسا لعدة سنوات قبل أن ينتقل إلى أستراليا في عام 1995. بدأ كتابة روايته الأولى بينما كان يعيش في المملكة المتحدة. وفي عام 1993، شارك في حلقة عمل / معتكف تديرها بيرل بينبريدج وبرنيس روبنز في مركز نويد للكتابة في ويلز. في وقت لاحق، نشر عددا من المقالات في مينجين والحرارة وأكمل روايته الأولى في عام 1998. وفي عام 2005، حصل على جائزة مجلس أستراليا للفنون للعمل الجديد، مما أدى إلى كتابة مذكراته ترك للبقاء في عام 2009. 

## الجوائز والتكريم
- مجلس أستراليا لمنحة الفنون - عمل أدبي جديد (2005)
- جائزة نيو ساوث ويلز الرفيعة الأدبية - جائزة لجنة العلاقات المجتمعية (2010)

## كتب
- Tell the Running Water, Spectre, Hodder Headline, 2001, 248 pages, (ردمك 0733613195 )[15]
- Leave to Remain, A Memoir, University of Queensland Press, 2009, 304 pages (ردمك 9780702236921 )[16]
- The Secret Maker of the World, University of Queensland Press, 2014, 192 pages, (ردمك 9780702250071 )[17]

## وصلات خارجية
- Official Website
- University of Sydney Page